# Marzena Najmowicz
Marzena Najmowicz (Olsztyn, 25 aprile 1969) è un'ex cestista polacca.

## Carriera
Con la Polonia ha disputato i Campionati europei del 1991.